# Jan Paweł II na tle cienkiego krzyża (moneta kolekcjonerska)
Jan Paweł II na tle cienkiego krzyża – moneta kolekcjonerska o nominale 10 000 złotych, wybita w srebrze, z datą 1988, wyemitowana przez Narodowy Bank Polski. Ze względu na ówczesną interpretację przepisów prawa bankowego i ustawy o statucie NBP, polegającą na rozróżnieniu monet obiegowych przeznaczonych do obiegu pieniężnego i monet okolicznościowych przeznaczonych do obrotu kolekcjonerskiego, moneta, jako kolekcjonerska, nie została wprowadzona do obiegu. Z tego powodu nie może być również mowy o wycofaniu z obiegu.
Moneta jest zaliczana do serii tematycznej Jan Paweł II.

## Awers
W centralnym punkcie umieszczono godło – orła bez korony, po bokach orła rok 1988, dookoła napis „POLSKA RZECZPOSPOLITA LUDOWA”, na dole napis „ZŁ 10000 ZŁ”, a pod łapą orła znak mennicy w Warszawie.

## Rewers
Na tej stronie monety znajduje się Jan Paweł II błogosławiący, w piusce, na tle cienkiego krzyża, na dole napis „JAN PAWEŁ II”, z lewej strony, na rękawie, monogram projektantki.

## Nakład
Monetę bito w Mennicy Państwowej, stemplem lustrzanym, w srebrze próby 999, na krążku o średnicy 32 mm, masie 31,1 grama, z rantem gładkim, według projektów: Stanisławy Wątróbskiej-Frindt (awers), Ewy Tyc-Karpińskiej (rewers), w nakładzie 5000 sztuk.

## Opis
Rysunek rewersu jest jednym z siedmiu z Janem Pawłem II, które znalazły się na monetach okresu PRL i jednocześnie jednym z dwóch, który został wykorzystany do wybicia jedynie w srebrze, stemplem lustrzanym, nominału kolekcjonerskiego 10 000 złotych – drugim był Jan Paweł II z pastorałem (tzw. „gruby krzyż”) wyemitowany z datą roczną 1989.
W pierwszej połowie XXI w. na rynku kolekcjonerski moneta nazywana jest czasami „Jan Paweł II cienki krzyż”.

## Wersje próbne
Istnieje wersja tej monety należąca do serii próbnej w niklu z wypukłym napisem PRÓBA, wybita w nakładzie 500 sztuk.